# Blepharita ferida
Blepharita ferida är en fjärilsart som beskrevs av Smith 1908. Blepharita ferida ingår i släktet Blepharita och familjen nattflyn. Inga underarter finns listade i Catalogue of Life.